# Comparación de medios de grabación
Este artículo detalla una comparación de los medios de grabación de audio mediante una tabla que incluye las principales características de cada sistema.

## Comparación
| Formato                       | Tipo      | Imagen | Duración |
| ----------------------------- | --------- | --- | --- |
| Cilindro de fonógrafo         | Analógico | | Entre 2 y 4 minutos |
| Disco de 78 rpm               | Analógico | | Entre 3 y 5 minutos por cara |
| Disco de 45 rpm               | Analógico | | Alrededor de 4 minutos (EP: 7 minutos) por cara, hasta 6 por cara, en algunos casos incluso unos minutos más. |
| LP                            | Analógico | | Típicamente de 15 a 25 minutos por cara (30 minutos por cara para música clásica y palabra hablada), aunque es posible disponer de 45 minutos con el espacio reducido entre los surcos y sin espacio entre los cortes. |
| Casete de audio               | Analógico | | Por lo general, cintas de 30 (C-60) o 45 (C-90) minutos por lado. También se vendían cintas de 60 (C-120) minutos por lado, aunque la cinta era más propensa a estirarse o romperse. |
| 8-Pistas                      | Analógico | | Hasta 100 minutos, a menudo de 45 a 80 |
| Magnetófono de bobina abierta | Analógico | | 1.5 horas (ambas caras) si se registra a 7.5 pulgadas por segundo (ips) en una bobina estándar de 1800 pies. Los profesionales registran a 30 ips en bobinas de 3600 pies, que se ajustan a 22,5 minutos (solo un lado). Una bobina de 3600 pies puede contener hasta 48 horas si se graba en mono (4 lados) a 15/16 ips. |
| Disco compacto                | Digital   | | Discos anteriores: hasta 74 minutos (o hasta 650 MB de archivos de datos) |
| Disco compacto                | Digital   | Discos posteriores: hasta 80 minutos (o hasta 700 MB de archivos de datos)                                                  | |
| CD grabable                   | Digital   | | Hasta 99 minutos, aunque es poco probable que fuese fiable para más de 90 minutos debido a errores de seguimiento |
| Minidisc                      | Digital   | | Discos anteriores: desde 74 minutos hasta 296 minutos, dependiendo de la compresión utilizada. |
| Minidisc                      | Digital   | Discos posteriores: desde 80 minutos hasta 320 minutos, dependiendo de la compresión utilizada.                             | |
| Hi-MD                         | Digital   | | Hasta 13 horas en un MiniDisc estándar de 80 minutos. |
| Hi-MD                         | Digital   | Hasta 45 horas en un Hi-MD de 1 GB (MiniDisc)                                                                               | |
| Reproductor de audio digital  | Digital   | | Aproximadamente 186 horas de reproducción por 10 GiB, asumiendo una tasa de bits promedio de 128 kbit/s. Aproximadamente 372 horas con 64 kbit/s y aproximadamente 74 horas con 320 kbit/s. |
| DVD                           | Digital   | | Unas 8.5 horas por capa (4,7 GB), con un máximo de dos capas por lado, lo que equivale aproximadamente a 35 horas en un disco de dos capas y dos caras (puede cambiar debido a la compresión). |
| SACD                          | Digital   | | Híbrido: una capa "Red book" compatible con la mayoría de los reproductores de discos compactos heredados, denominada "capa CD", y una capa SACD de 4,7 GB, denominada "capa HD". |
| SACD                          | Digital   | Una capa: físicamente un DVD-5 DVD, un SACD de una sola capa incluye una capa HD de 4,7 GB sin capa de CD.                  | |
| SACD                          | Digital   | Doble capa: físicamente un DVD-9 DVD, un SACD de doble capa incluye dos capas de HD con un total de 8,5 GB, sin capa de CD. | |
| HD DVD                        | Digital   | | Una capa: 15 GB |
| HD DVD                        | Digital   | Capacidad de doble capa: 30 GB                                                                                              | |
| Disco Blu-ray                 | Digital   | | 50 GB (23 horas) |
| Cinta VHS/S-VHS               | Analógico | | 240 minutos para PAL/Secam, 180 minutos para NTSC |
| Cinta VHS-C/S-VHS-C           | Analógico | | 45 minutos para PAL/Secam, 40 minutos para NTSC |
| Cinta DAT                     | Digital   | | 120 minutos |
| Cinta DCC                     | Digital   | | 105 minutos |

La duración típica de un álbum de vinilo es de unos 15 a 25 minutos por cara. Las grabaciones de música clásica y de palabras habladas pueden extenderse a más de 30 minutos en una cara. Si una cara excede el tiempo promedio, entonces la amplitud máxima del surco se reduce para dejar espacio para el material adicional. Esto puede provocar un siseo en el sonido de los amplificadores de menor calidad cuando se sube el volumen para compensar el nivel de grabación más bajo. Un ejemplo extremo, el LP Initiation de Todd Rundgren, con 36 minutos de música en una cara, incluye una "nota técnica" en la parte inferior de la funda interior, que dice: "Si el sonido no parece lo suficientemente alto en su sistema, intente grabar la música en una cinta". Cuando la duración total está entre 40 y 45 minutos, las posiciones preferidas para los temas más destacados suelen ser las pistas de apertura y de cierre de cada cara.
Aunque el término EP se usa comúnmente para describir un sencillo de 7" con más de dos cortes, técnicamente no son diferentes de un sencillo de 7" normal. El EP utiliza un rango dinámico reducido y un área de surco más pequeña, con el fin de extender el tiempo de reproducción. Sin embargo, hay ejemplos de sencillos, como el Hey Jude de Los Beatles o el Bohemian Rhapsody de Queen, que duran seis minutos o más. En 1989, la RCA lanzó un sencillo con el tema Dreamtime de la banda Love and Rockets en una cara, con una duración de 8:40. Estas grabaciones más largas requerían el mismo enfoque técnico que un EP. El término EP también se ha utilizado para discos de 10" a 45 rpm, que normalmente contienen un número reducido de cortes.
Los álbumes de vinilo tienen una portada grande de 30 cm (12 pulgadas) de lado, que permite a los diseñadores gráficos crear imaginativas composiciones, que a menudo incluyen desplegables y folletos.

## Lecturas relacionadas
- From Tin Foil to Stereo — Evolution of the Phonograph por Oliver Read y Walter L. Welch.
- Where have all the good times gone? — the rise and fall of the record industry Louis Barfe.
- Pressing the LP record por Ellingham, Niel, publicado en el 1 de Bruach Lane, PH16 5DG, Escocia.